# Navadna krhlika
Navadna krhlika (znanstveno ime Frangula alnus) je zelo razširjen grm ali nekaj metrov visoko drevo iz družine krhlikovk. Raste v Evropi, severnih predelih Afrike, zahodni Aziji, centralni Sibiriji, področju Šindžjanga na zahodu Kitajske, severnem Maroku, Turčiji in ponekod na bližnjem vzhodu. Na Irskem in Škoskem je rastlina redka in razpršena. Gojijo jo tudi na vzhodu Severne Amerike.

## Taksonomija in imenovanje
Navadno krhliko je prvi uradno opisal Carolus Linnaeus leta 1753 kot Rhamnus frangula. Kasneje, leta 1768, jo je Philip Miller uvrstil v rod Frangula na osnovi njenih dvospolnih listov s petčlenskim cvetnim vencem (enospolna in štiričlenska pri Rhamnus). Ločitev rodu Frangula od Rhamnus je sedaj široko sprejeta in podprta z genetskimi testi, čeprav se je o tem veliko prerekalo v preteklosti. . Kljub temu nekaj avtoritet vzdržuje rod te rastline pri Rhamnus (npr. Kitajska flora).
Ime rodu "Frangula" se navezuje na krhek les. Angleško in znanstveno ime se nanašata na pogosto rast rastline skupaj z jelšo("Alnus") na vlažnih tleh.

## Opis
Navadna krhlika je listnati grm, ki zraste 3-6, včasih do 7, metrov visoko. Običajno ima več stebel in redko tvori majhno drevo s premerom do 20 cm. Skorja je temno črno-rjava s svetlo rumeno notranjo skorjo, ki se razkrije ob rezu. Poganjki so temno rjavi, zimski brsti brez brstnih lusk, zavarovani samo z gostimi kosmatimi zunanjimi listi. Listi so jajčasti 3-7(-11)cm dolgi in 2,5-4(-6)cm široki, nekoliko puhasti na žilah; s celotno stopnjo, 6-10 parov žil z dobro razvidnimi utori in 8–15 mm dolg pecelj; listi so razporejeni izmenično na steblo. Cvetovi so majhni s premerom 3–5 mm, zvezdasto oblikovani s petimi zelenkasto belimi trikotnimi cvetnimi listi, dvospolni, oprašujejo jih insekti in cvetijo od maja do junija v skupkih od dva do deset. Plod je majhen, črn, 6–10 mm premera, zori od zelene do rdeče pozno poleti do temno vijolične ali črne zgodaj jeseni in vsebuje dve ali tri bledo rjava 5 milimetrska semena. Semena večinoma raztrosijo ptiči, ki se hranijo s plodovi.

## Ekologija
Navadna krhlika raste v mokrih tleh odprtih gozdov, grmih, živih mejah, barjih in uspeva dobro na soncu in zmerni senci, slabše v gosti senci; bolje uspeva na kislih tleh, ampak raste tudi na nevtralnih.
Navadna krhlika je ena izmed dveh rastlin (druga je Rhamnus cathartica), ki jih uporablja metulj Gonepteryx rhamni, slovensko citronček. Cvetovi so pomembni za čebele in plod je pomemben vir hrane za ptiče, še posebno za drozge.

## Kultivacija in uporaba
Navadna krhlika nima posebnega izgleda in jo večinoma gojijo, da privabijo metulje vrste citronček. Večbarvna kultivirana "Frangula alnus" 'Variegata' in 'Aslenifolia', z zelo vitkimi listi, rasteta po vrtovih kot okrasna grma. 'Tallhedge' je tudi  pogosta vrsta izbrana za okrasni grm.

### Invazivne vrste
Navadna krhlika je bila verjetno kultivirana v Severno Ameriko okoli 200 let nazaj in v Kanado okoli 100 let nazaj. Posajena je bila za žive meje, urejanje okolice za divjad in gozdove, in tako je postala invazivna vrsta. Razširila se je po gozdovih na severovzhodu ZDA in po mokriščih in vlažnih gozdovih na srednjem zahodu ZDA. Predvideno je, da se bo razširila še drugod po Severni Ameriki čez čas. Njena dobra sposobnost invazivnosti, je posledica njene visoke prilagodljivosti in odpornosti na onesnaženost.
Raste v prostorih pod krošnjami gozdov, kjer ima na voljo veliko svetlobe. Ta območja so navadno tam, kje je drevo padlo in bi se normalno razvilo drevo, ki je tam že zasadilo oplojeno seme ali ima sadike. Ko se navadna krhlika tam naseli in raste, njena gosta krošnja preprečuje pot svetlobi do tal in tako preprečuje drugim sadikam normalno rast. Raste višje in bolj gosto v nižjih topografskih krajih z vlažnimi, rodovitnimi tlemi in je zelo problematična za upravitelje posestev. Višje ležeči gozdovi nimajo takih težav, saj tam težje uspeva navadna krhlika. Težje uspeva tudi pod drevesi z gosto in široko krošnjo, ker ni dovolj svetlobe. Dobro pa uspeva pod drevesi kot je npr. vzhodni beli bor, ker dopuščajo veliko svetlobe do tal.

#### Nadzor
Majhne sadike se lahko odstrani s puljenjem, večje primerke pa se najlažje odstrani z uporabo herbicidov. F. alnus in sorodna vrsta Rhamnus cathartica sta bili prepovedani za prodajo, prevoz in uvoz v Minnesoto in Illinois. and Illinois. V Connecticutu je navadna krhlika spoznana za invazivno, a ni prepovedana.

### Uporaba v zdravstvu
Galen, grški zdravnik drugega stoletja je poznal navadno krhliko, čeprav v svojih zapisih ni razločeval med to vrsto in njenimi tesnimi sorodnimi vrstami. Te rastline je spoznal za uporabne pri zaščiti pred čarovništvom, demoni, strupi in glavoboli.
Skorja(v manjši meri tudi plod) se uporabljajo kot odvajalo zaradi 3-7% vsebnosti antrakinonskih glikozidov. Skorja je za uporabo v medicini posušena in shranjena eno leto pred uporabo, saj sveža skorja zelo močno odvajalna; celo posušena skorja je lahko nevarna, če jo uporabimo preveč.

### Ostala uporaba
Oglje navadne krhlike je uporabljeno pri proizvodnji smodnika in velja za najboljši les za ta namen. Dobro cenjeno je tudi za vžigalne vrvice, saj ima zelo enakomeren čas gorenja. Les je bil nekdaj v uporabi za pete čevljev, žeblje in furnir. Iz skorje so pridobivali rumeno barvilo iz nezrelih jagod pa zeleno barvilo.